# 花巻インターチェンジ
花巻インターチェンジ（はなまきインターチェンジ）は、岩手県花巻市二枚橋にある、東北自動車道のインターチェンジ。

## 道路
- E4 東北自動車道（39番）
- 接続する道路：岩手県道37号花巻平泉線

## 料金所
- ブース数：5

### 入口
- ブース数：2
  - ETC専用：1
  - 一般：1

### 出口
- ブース数：3
  - ETC専用：1
  - 一般：2

## 周辺
- 花巻温泉
- 花巻空港
- 東北新幹線 新花巻駅
- JR東日本東北本線花巻空港駅
- 岩手県立花巻農業高等学校

## その他
- 岩手県交通の高速バス「盛岡〜花巻空港線」は釜石自動車道花巻空港ICを通らず当ICにて下車する（花巻空港駅前経由）。

## 隣
E4 東北自動車道
(38-2)花巻南IC - (38-3)花巻JCT - (39)花巻IC - 紫波SA - (40)紫波IC